# Racing Club (Argentine)
Maillots
Actualités
Le Racing Club (de son nom officiel) appelé parfois Racing Club de Avellaneda ou tout simplement Racing, est un club de football argentin basé à Avellaneda, fondé en 1903.
Surnommé la Academia, le Racing Club est le premier club argentin à avoir remporté la Coupe Intercontinentale et la première équipe à remporter sept championnats d'Argentine consécutifs. Il fait à ce titre partie des « cinq grands du football argentin ».
Le 23 novembre 2024 le club s’impose 3-1 en finale de la Copa Sudamericana et remporte ainsi le trophée.

## Histoire
Depuis l'importation du football en Argentine par les Britanniques, les principaux clubs du championnat créé en 1891 sont anglais (Saint Andrews, Lomas Athletic, English High School, Alumni...). Ce n'est qu'au début des années 1900 que se créent les premiers clubs argentins à Buenos Aires. Le 12 mai 1901, des étudiants du Colegio Nacional de Buenos Aires fondent le Football Club Barracas al Sud dans le quartier ouvrier d'Avellaneda. Le président du club est Pedro Werner et le trésorier est Salvador Sohorondo. Au bout d'une année d'existence une scission se produit au sein du club ; les membres n'arrivent pas à se mettre d'accord sur le choix des couleurs du club : le président Werner souhaite un maillot avec des rayures noires et jaunes tandis que d'autres membres souhaitaient un maillot rouge. À la suite de ce désaccord une partie des membres quitte le club et fonde en 1902 le club Colorados Unidos.

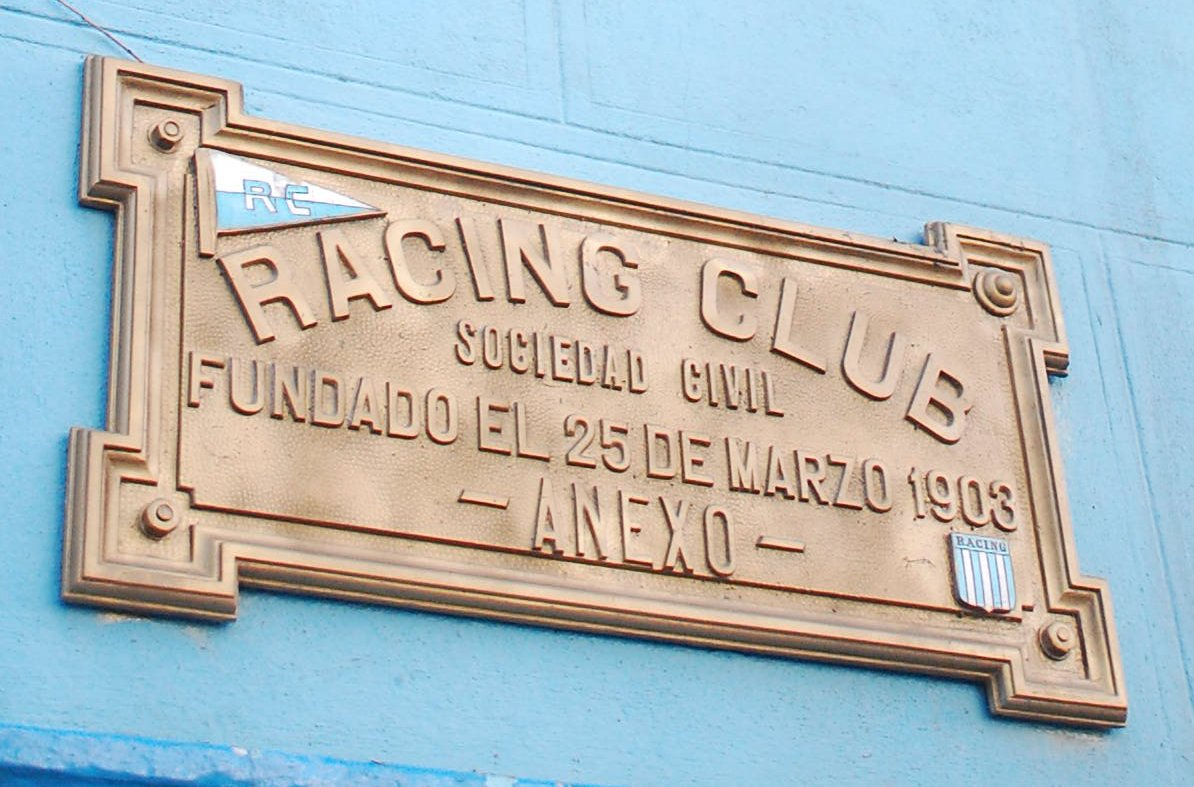
Plaque commémorant la fondation du club en 1903.

Le 25 mars 1903, les dirigeants des deux clubs décident de se réunir à nouveau au sein d'une même structure. Le nom de Racing Club est choisi car l'un des membres, Germán Vidaillac, d'origine française, dispose d'une revue dans laquelle est mentionné le nom du Racing Club de France, grand club de football français. Deux ans plus tard, le club s'affilie à l'Argentine Football Association. En 1910, à l'occasion du centenaire de la Primera Junta, le club adopte les couleurs blanc et bleu ciel du drapeau argentin. En effet, le club est composé de criollos (créoles) immigrés nés sur le sol argentin dans un contexte d'émergence du nationalisme argentin face à l'influence étrangère (notamment britannique). C'est ainsi qu'en 1913, le Racing remporte son premier titre, mettant fin à la suprématie britannique. Cette victoire est symbolique et le club développe son propre jeu plus terrestre (baptisé « le nôtre ») par opposition au jeu plus aérien des Britanniques.
Entre 1913 et 1919, le club remporte ainsi 7 titres de champion consécutifs, une performance inégalée avec notamment 28 victoires d'affilée lors de la saison 1918-1919.
En 1950, le club inaugure son nouveau stade : l'estadio Presidente Perón qui porte le nom de l'ancien président argentin Juan Domingo Perón. Le stade est surnommé Cilindro de Avellaneda (le « cylindre d'Avellaneda ») et a une capacité de 64 161 spectateurs.

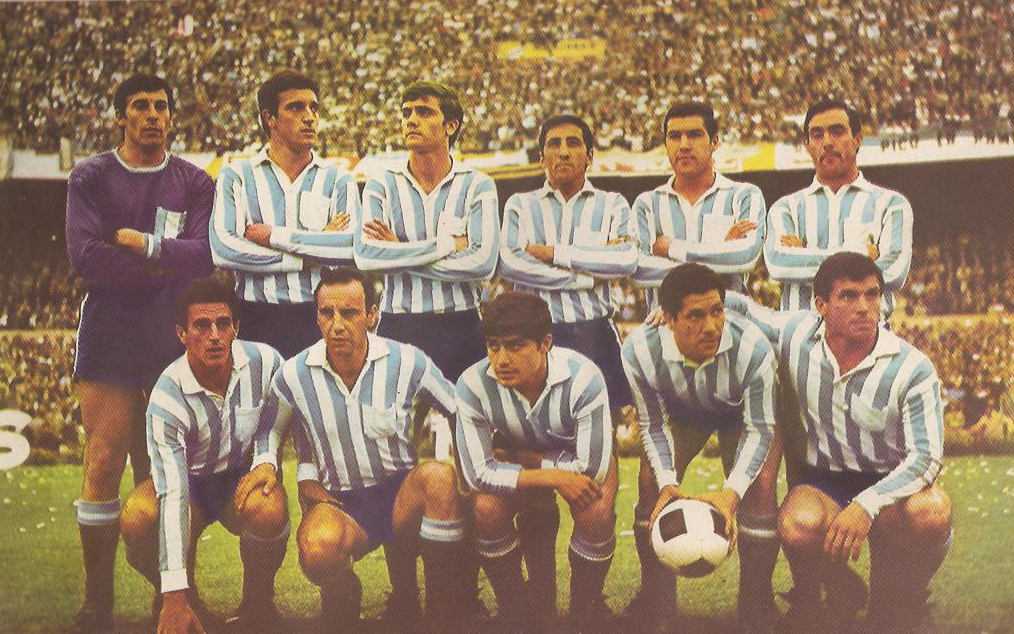
L'équipe du Racing à la fin des années 1960.

En 1965, Juan José Pizzuti est nommé entraîneur du Racing, alors que l'équipe occupe la dernière place du championnat. Le club enchaîne bientôt 39 matchs sans défaite en championnat (fixant là un nouveau record en Argentine) de sorte que le Racing remporte le championnat en 1966. L'année suivante le Racing remporte la Copa Libertadores 1967 puis la Coupe Intercontinentale contre le Celtic Glasgow. C'est la première fois qu'un club argentin remporte ce trophée. En 1968 le Racing termine premier du championnat à égalité de points avec River Plate et Vélez Sarsfield. Lors des matchs d'appuis le Racing s'incline et se classe finalement troisième. Le club ne parvient pas à conserver son titre en Copa Libertadores s'inclinant en demi-finale. Pizzuti quitte le club en 1969 après avoir passé quatre ans et quatre mois à la tête de l'équipe, ce qui est le record de longévité du club. Son passage marque les esprits au point que cette période du club est connue comme El Equipo de José (en français : « l'équipe de José »). Ce surnom a été donné par la presse d'après un chant de supporters entonné pendant les matchs : « Y ya lo vé, y ya lo vé, es el equipo de José » (en français : « je la vois, je la vois, c'est l'équipe de José »).
En 1983, La Academia est reléguée en division Primera-B. En 1984, déjà dans le division Primera-B, il a terminé troisième du championnat (deuxième de son groupe), entrant dans une élimination directe octogonale pour la deuxième promotion (mise en œuvre en 1981), perdant la finale de la même chose contre Gimnasia y Esgrima La Plata par 3 à 1 à la maison et par 4 à 2 en tant que visiteur, sur un total de 7 à 3.
En 1985, et avec Alfio Basile comme directeur technique, Racing réussit à revenir en Primera División. De nouveau comme l'année précédente, il a terminé à la troisième place, mais cette fois dans l'octogonal pour la deuxième promotion, il a catégoriquement battu Atlanta avec un large total de 5-1 obtenant la promotion souhaitée et méritée après un an dans la deuxième catégorie.
En 1988, le Racing remporta la Supercopa Sudamericana avec Alfio Basile comme entraîneur, contre le puissant Cruzeiro du Brésil par 2 contre 1 à domicile et 1 contre 1 à l'extérieur. La même année également, il est devenu champion de la Supercopa Interamericana, battant le Club Sport Herediano du Costa Rica 3-0.
En 1999, le Racing Club fait faillite, mais les supporters aident l'équipe à se rétablir. C'est le premier club argentin à être géré par une entreprise : Blanquiceleste S.A., dirigée par Fernando Martín.
En décembre 2001 Deux ans plus tard, le Racing remporte le Championnat d'ouverture 2001 (Apertura), mettant ainsi fin à trente-cinq ans de disette.
En décembre 2008, l'entreprise Blanquiceleste S.A. cesse de gérer le club. Rodolfo Molina est élu président du club.
En décembre 2014, Racing a obtenu le Championnat d'Argentine de football 2014 avec 41 points, le produit de 13 victoires, 2 nuls et 4 défaites; avec 30 buts en faveur et 16 contre. Ce championnat était le dernier tournoi court argentin et celui avec la moyenne de buts la plus élevée de la dernière décennie.
En mars 2019, le Racing termine le Championnat d'Argentine de football 2018/19 en tant que champion, avec 57 points; produit de 17 victoires, 6 nuls et 2 défaites, avec 43 buts en faveur (étant l'équipe la plus performante du tournoi) et 16 contre (étant l'équipe qui a reçu le moins de buts dans le tournoi). Il convient de préciser qu'il est resté à la première place de la quatrième à la dernière, pendant 22 dates consécutives.
En décembre 2019, le Racing devient champion du Trofeo de Campeones de la Superliga, remportant par 2 à 0 le dernier champion de la Copa de la Superliga (Club Atlético Tigre), devenant ainsi la première équipe championne de la compétition.
En novembre 2022, le Racing est devenu champion du Trofeo de Campeones de la Liga Profesional en battant le dernier champion du Championnat d'Argentine de football 2022, Boca Juniors, par 2-1.
En février 2023, le Racing est proclamé champion de la Supercopa Internacional en battant Boca Juniors par 2-1.
En novembre 2024, le Racing le club est champion de la Copa Sudamericana en s’imposant 3-1 lors de la finale contre les Brésiliens de Cruzeiro.
En février 2025, le Racing est devenu champion de la Recopa Sudamericana, en battant Botafogo, 4-0.

## Statistiques
- Saisons en amateurs Championnat d'Argentine : 20 (1911-1930)[3].
- Saisons en amateurs Championnat d'Argentine Deuxième Division : 5 (1906-1910)[3].
- Saisons en professionnels Championnat d'Argentine : 94 (1931-1983 et 1986-2025).
- Saisons en professionnels Championnat d'Argentine Deuxième Division : 2 (1984 et 1985).
- Record d'invincibilité : 39 (deuxième place du football professionnel) et 51 (première place dans l'histoire).
- Record de victoires consécutives : 28 (première place).
- Plus large victoire : 11-3, contre Rosario Central le 2 octobre 1960.
- Plus large défaite : 0-10, contre Rosario Central le 14 août 1975.

## Palmarès
| Compétitions internationales | Compétitions nationales |
| --- | --- |
| - Coupe Intercontinentale (1) : - Vainqueur : 1967. - Copa Libertadores (1) : - Vainqueur : 1967. - Supercopa Sudamericana (1) : - Vainqueur : 1988. - Finaliste : 1992. - Copa Sudamericana (1) : - Vainqueur : 2024. - Recopa Sudamericana : (1) - Vainqueur : 2025. - Finaliste : 1989. - Copa de Honor (1) : - Vainqueur : 1913. - Finaliste : 1912, 1915, 1917. - Campeonato Rioplatense Copa Aldao (2) : - Vainqueur : 1917, 1918. - Finaliste : 1916. - Supercoupe des champions intercontinentaux : - Finaliste : 1969. | - Championnat d'Argentine (18) : - Champion : 1913, 1914, 1915, 1916, 1917, 1918, 1919, 1921, 1925, 1949, 1950, 1951, 1958, 1961, 1966, 2001, 2014, 2019. - Vice-champion : 1920, 1952, 1955, 1959, 1967, 1972, 1995, 2011, 2022. - Championnat d'Argentine Deuxième Division (1) : - Champion : 1910. - Vice-champion : 1908, 1909. - Campeonato Argentino Copa Dr. Carlos Ibarguren (5) : - Vainqueur : 1913, 1914, 1916, 1917, 1918. - Finaliste : 1915, 1950, 1958. - Copa de Honor (4) : - Vainqueur : 1912, 1913, 1915, 1917. - Copa Beccar Varela (1) : - Vainqueur : 1932. - Finaliste : 1933. - Copa de Competencia (1) : - Vainqueur : 1933. - Finaliste : 1913, 1915. - Copa de Competencia Británica (1) : - Vainqueur : 1945. - Trofeo de Campeones (2) : - Vainqueur : 2019, 2022. - Supercopa Internacional (1) : - Vainqueur : 2022. - Copa Adrian C. Escobar : - Finaliste : 1949. - Copa Suecia : - Finaliste : 1958. - Copa Argentina : - Finaliste : 2012. - Supercopa Argentina : - Finaliste : 2016, 2019. - Copa de la Liga Profesional : - Finaliste : 2021. |

## Personnalités du club

### Présidents
| - 1903 - Arturo Artola - 1904 - Alejandro Carbone - 1905 - Pedro Werner - 1906 - Arturo Artola - 1911 - Luis Carbone - 1912 - Arturo Giro - 1914 - Leopoldo Siri - 1915 - Luis Carbone - 1917 - Arturo Giro - 1918 - Luis Carbone - 1919 - Manuel Vázquez - 1920 - Julio Planisi - 1921 - Luis Carbone - 1922 - Pedro Groppo - 1924 - Luis Carbone - 1925 - Pedro Groppo - 1926 - Leandro Boloque - 1927 - Luis Galdeano - 1929 - Julio Planisi | - 1932 - Alberto Sordelli - 1933 - Ernesto Malbec - 1935 - Arnaldo Basso - 1936 - Ernesto Malbec - 1937 - Antonio Salustio - 1939 - Luis Carbone - 1942 - Leandro Boloque - 1943 - Carlos Pailot - 1954 - Arnaldo Basso - 1955 - Manuel Teitelman - 1956 - Luis Chamizo - 1958 - Juan Carlos Athor - 1961 - Sigfredo Sisco - 1964 - Santiago Saccol - 1967 - Baldomero Pico - 1968 - Santiago Saccol - 1970 - Armando Ramos Ruiz - 1971 - Nerón Sordelli - 1974 - Roberto Fontella | - 1975 - Ramón Vinagre - 1977 - Horacio Rodríguez Larreta - 1978 - Humberto Capelli - 1980 - Santiago Saccol - 1983 - Enrique Taddeo - 1986 - Héctor Rinaldi - 1987 - Juan De Stéfano - 1991 - Juan De Stéfano - 1995 - Osvaldo Otero - 1998 - Héctor Daniel Lalín - 2001 - Blanquiceleste S.A. - 2008 - Rodolfo Molina - 2011 - Gastón Cogorno - 2013 - Víctor Blanco - 2014 - Víctor Blanco - 2017 - Víctor Blanco - 2020 - Víctor Blanco - 2024 - Diego Milito |  |

### Entraîneurs
| - 1931 - Armando Reyes - 1933 - Eugenio Medgyessy - 1935 - Emilio Firpo - 1936 - Alejandro Stirling - 1938 - Mario Fortunato - 1940 - Emilio Firpo - 1942 - José Della Torre - 1942 - Antonio De Mare - 1943 - José Della Torre - 1945 - Renato Cesarini - 1945 - Nicolás Schiavone - 1945 - Guillermo Stábile - 1954 - José Della Torre - 1954 - José D'Amico - 1955 - Saúl Ongaro - 1958 - José Della Torre - 1961 - Saúl Ongaro - 1962 - Juan Carlos Verdeal - 1963 - Néstor Rossi - 1964 - Norberto Anido - 1964 - Juan Carlos Giménez - 1964 - José Della Torre - 1965 - José García Pérez - 1965 - Juan José Pizzuti - 1970 - José Santiago - 1970 - Ataulfo Sánchez - 1970 - Juan Urriolabeitia - 1971 - Humberto Maschio - 1971 - José D'Amico - 1971 - Victorio Spinetto - 1972 - Víctor Rodríguez - 1973 - Juan Carlos Rulli - 1973 - Mario Griguol - 1973 - Ángel Labruna - 1974 - Juan José Pizzuti - 1975 - José Santiago - 1975 - Osvaldo Zubeldía - 1976 - Juan Carlos Giménez | - 1976 - Roberto Iturrieta - 1976 - Pedro Dellacha - 1977 - Alfio Basile - 1977 - Juan Carlos Giménez - 1977 - Agustín Mario Cejas - 1978 - Víctor Rodríguez - 1978 - Agustín Mario Cejas - 1978 - Juan Urriolabeitia - 1979 - Enrique Omar Sívori - 1979 - Raúl Hernández - 1979 - Carlos Cavagnaro - 1980 - Juan Carlos Lorenzo - 1980 - Agustín Mario Cejas - 1980 - Víctor Rodríguez - 1981 - José Omar Pastoriza - 1982 - Horacio Collazo - 1982 - Carlos Cavagnaro - 1982 - Rogelio Domínguez - 1983 - Daniel Salguiero - 1983 - Juan José Pizzuti - 1984 - Jorge Castelli - 1984 - Agustín Mario Cejas - 1985 - Cayetano Rodríguez - 1985 - Juan Carlos Giménez - 1985 - Alfio Basile - 1986 - Rogelio Domínguez - 1986 - Juan Domingo Rocchia - 1986 - Alfio Basile - 1989 - Héctor Martínez - 1989 - Pedro Marchetta - 1990 - Juan Carlos Oleniak - 1990 - Nelson Chabay - 1990 - Juan Carlos Oleniak - 1991 - Roberto Perfumo - 1991 - Osvaldo Sosa - 1992 - Humberto Grondona - 1993 - Eduardo Solari - 1993 - Juan José Pizzutti | - 1993 - Carlos Babington - 1994 - Rodolfo Della Pica - 1994 - Luis Cubilla - 1994 - Héctor Martínez - 1995 - Diego Maradona - 1995 - Héctor Martínez - 1995 - Pedro Marchetta - 1995 - Rodolfo Domínguez - 1995 - Miguel Ángel Brindisi - 1996 - Alfio Basile - 1997 - Carlos Babington - 1998 - Ángel Cappa - 1999 - Gustavo Costas - 2000 - Alberto Jorge - 2000 - Óscar López/Óscar Cavallero - 2001 - Reinaldo Merlo - 2002 - Osvaldo Ardiles - 2003 - Emilio Comisso - 2003 - Ángel Cappa - 2003 - Miguel Ángel Colombatti - 2003 - Ubaldo Matildo Fillol - 2004 - Guillermo Rivarola - 2005 - Fernando Quiroz - 2006 - Alberto Fanesi - 2006 - Diego Simeone - 2006 - Reinaldo Merlo - 2007 - Miguel Ángel Micó - 2007 - Gustavo Costas - 2008 - Miguel Ángel Micó - 2008 - Juan Manuel Llop - 2009 - Ricardo Caruso Lombardi - 2009 - Juan Alberto Barbas - 2009 - Claudio Vivas - 2010 - Miguel Ángel Russo - 2011 - Diego Simeone - 2012 - Alfio Basile - 2012 - Luis Zubeldía - 2013 - Fabio Radaelli | - 2013 - Carlos Ischia - 2013 - Ignacio Gonzalez - 2013 - Reinaldo Merlo - 2014 - Fabio Radaelli - 2014 - Diego Cocca - 2016 - Facundo Sava - 2016 - Claudio Ubeda - 2016 - Ricardo Zielinski - 2017 - Diego Cocca - 2017 - Juan Fleita - 2017 - Eduardo Coudet - 2020 - Sebastian Becaccece - 2021 - Juan Antonio Pizzi - 2021 - Claudio Ubeda - 2021 - Fernando Gago - 2024 - Gustavo Costas |

### Anciens joueurs
- Roberto Ayala
- Juan Barbas
- Alfio Basile
- Delfín Benítez Cáceres
- Gonzalo Bergessio
- Jorge Borelli
- Mario Boyé
- Agustín Cejas
- Wálter Machado da Silva
- Rodrigo De Paul
- Néstor Fabbri
- Ubaldo Fillol
- Claudio García
- Daniel Killer
- Sergio Livingstone
- Claudio López
- Lisandro López
- Pedro Manfredini
- Lautaro Martínez
- Humberto Maschio
- Diego Milito
- Julio Olarticoechea
- Rubén Paz
- Roberto Perfumo
- Carlos Roa
- Diego Simeone
- Franco Sosa
- José Van Tuyne
- Ricardo Villa

## Couleurs et écusson du club

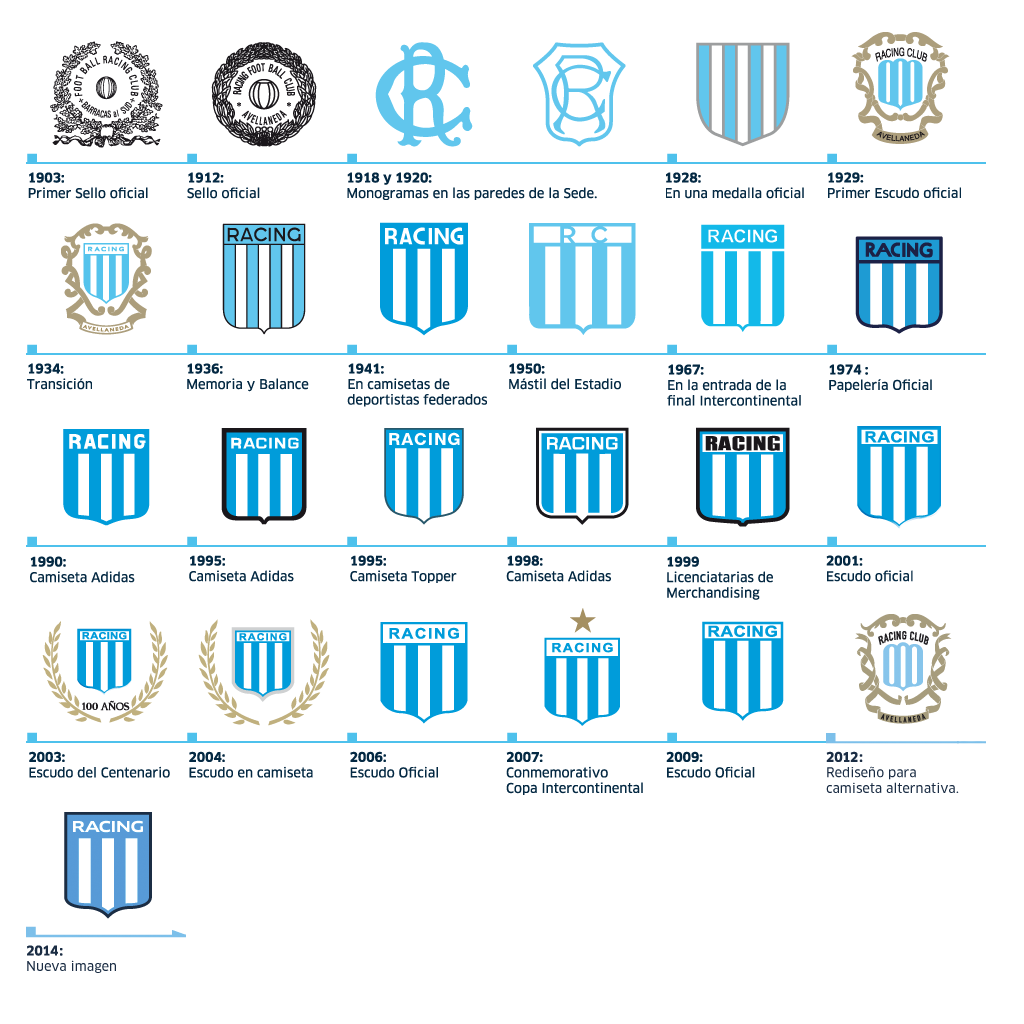
Tous les emblèmes historiques du Racing Club de Avellaneda

Les couleurs qui identifient le Racing Club sont blanc et Bleu ciel en l'honneur des couleurs nationales du République Argentine.

### Couleurs
Lors de la création du club en 1903 le maillot du club est blanc. Rapidement le club change de couleurs pour des rayures noires et jaunes. La ressemblance avec le maillot du club uruguayen Club Atlético Peñarol entraîne un rapide abandon de ces couleurs. L'année suivante le club adopte les couleurs céleste et rose. En 1910 le club opte pour des rayures ciel et blanches en hommage à la Primera junta.
| 1903 | 1903 & 1972 | 1904 | 1910 - aujourd'hui | Extérieur 2009 | Domicile 2010 | Extérieur 2010 |

### Équipementiers et sponsors
| Équipementiers | Sponsors |
| --- | --- |
| - 1910-1920 : Saint Margaret - 1920-1950 : Gath & Chaves - 1951-1958 : Casa Testai - 1958-1961 : Sportlandia - 1962-1974 : Industria Lanús - 1975-1980 : Uribarri - 1980-1981 : Adidas - 1981-1982 : Sportlandia - 1983-1983 : Nanque - 1983-1995 : Adidas - 1995-1997 : Topper - 1998-1998 : Taiyo - 1998-2001 : Adidas - 2001-2005 : Topper - 2006-2008 : Nike - 2008-2009 : Penalty - 2010-2013 : Olympikus - 2014-2016 : Topper - 2017- : Kappa | - 1985-1987 : Fides - 1987-1989 : Nashua - 1989-1990 : Inca Seguros - 1990-1991 : Salicrem - 1991-1994 : Rosamonte - 1994-1998 : Multicanal - 1999-2000 : Banco de la Provincia de Buenos Aires - 2000-2001 : pas de sponsor maillot - 2001-2002 : Sky - 2002-2003 : pas de sponsor maillot - 2003-2006 : Petrobras - 2006-2009 : Banco Macro - 2010-2015 : Banco Hipotecario - 2016-2019 : RCA, Banco Ciudad, Cabify - 2019-2019 : Fiat, Banco Ciudad, Cabify, EA Sports - 2020-2021 : Aeroset, Banco Ciudad, Rio Uruguay Seguros, EA Sports - 2021-2022 : Aeroset, Banco Ciudad, Rio Uruguay Seguros, EA Sports, Etica+ - 2023-2024 : Digital Ad Expert, Rio Uruguay Seguros, Sur Finanzas, EA Sports, Betsson - 2025- : Betsson, Cetrogar, EA Sports, Rio Uruguay Seguros, Sur Finanzas, |

## Culture populaire

### Rivalités

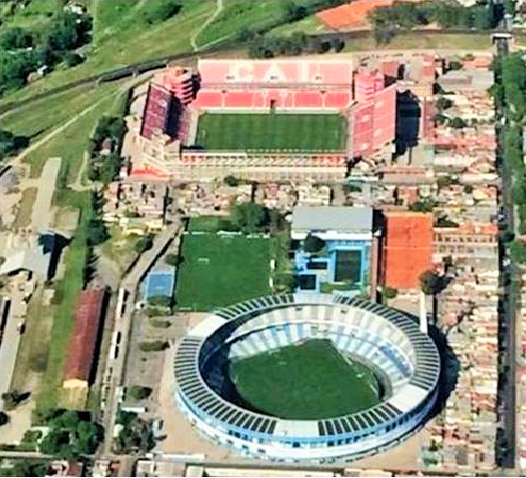
Les stades du Racing (bleu) et d'Independiente (rouge) à Avellaneda

Le principal rival du club est l'autre club de la ville d'Avellaneda : Independiente. Le nom donné à leur derby est le Clásico de Avellaneda. C’est l’une des plus grosses rivalités du pays et l’une des plus grandes du monde, les stades des deux clubs ne sont séparés que de 300 mètres.
La première rencontre entre les deux équipes a lieu le 9 juin 1907 lors du tournoi de la troisième division de l'Asociación Argentina de Football. Independiente s'impose trois buts à deux. Ce derby ne fut pas disputé entre 1910 et 1915 car Independiente était membre de la Federación Argentina de Fútbol, une fédération dissidente de l'Asociación Argentina de Football.
Au niveau national le club entretien des rivalités avec le River Plate, le Boca Juniors et San Lorenzo qui font partie des « Cinq grands » du football argentin.

### Supporters célèbres
- Carlos Gardel
- Astor Piazzolla
- Marcos Acuña
- Diego Simeone
- René Goscinny